# Serbien og Montenegro i Eurovision Song Contest
Serbien og Montenegro har deltaget flere gange i Eurovision fra 2005
Serbien og Montenegros bedste resultat blev i [Eurovision Song Contest 2004|2004]], hvor landet opnåede en andenplads.
I 2006 havde den montenegrinske gruppe No Name tænkt sig at sende sin sang Moja ljubavi af sted, men meldte sig 20. marts 2006 ud af konkurrencen

## Repræsentant
Nøgle
     Vinder
     Andenplads
     Tredjeplads
     Sidsteplads
     Deltager valgt, men konkurrerede ikke
| År   | Artist            | Sprog         | Titel                         | Oversættelse  | Finale                                       | Point                                        | Semi                                         | Point                                        |
| ---- | ----------------- | ------------- | ----------------------------- | ------------- | -------------------------------------------- | -------------------------------------------- | -------------------------------------------- | -------------------------------------------- |
| 2004 | Željko Joksimović | Serbisk       | Lane moje (Лане моје)         | Mit sidste år | 2                                            | 263                                          | 1                                            | 263                                          |
| 2005 | No Name           | Montenegrinsk | Zauvijek moja (Заувијек моја) | For altid     | 7                                            | 137                                          | Top 12 sidste år                             | Top 12 sidste år                             |
| 2006 | No Name           | Montenegrinsk | Moja ljubavi (Моја љубави)    | Min kærlighed | Trak sig fra konkurrencen, men stemte stadig | Trak sig fra konkurrencen, men stemte stadig | Trak sig fra konkurrencen, men stemte stadig | Trak sig fra konkurrencen, men stemte stadig |

## Pointstatistik (2004-2006)

### Flest point til og fra - top 5
NB: Kun point givet i finalerne er talt med.
| Serbien og Montenegro har givet flest point til | Serbien og Montenegro har givet flest point til | Serbien og Montenegro har givet flest point til |
| Placering                                       | Land                                            | Point                                           |
| ----------------------------------------------- | ----------------------------------------------- | ----------------------------------------------- |
| 1                                               | Nordmakedonien                                  | 27                                              |
| 2                                               | Grækenland                                      | 25                                              |
| =                                               | Kroatien                                        | 25                                              |
| 4                                               | Bosnien-Hercegovina                             | 22                                              |
| 5                                               | Albanien                                        | 16                                              |

| Serbien og Montenegro har modtaget flest point fra | Serbien og Montenegro har modtaget flest point fra | Serbien og Montenegro har modtaget flest point fra |
| Placering                                          | Land                                               | Point                                              |
| -------------------------------------------------- | -------------------------------------------------- | -------------------------------------------------- |
| 1                                                  | Kroatien                                           | 24                                                 |
| =                                                  | Schweiz                                            | 24                                                 |
| =                                                  | Østrig                                             | 24                                                 |
| 4                                                  | Bosnien-Hercegovina                                | 22                                                 |
| =                                                  | Slovenien                                          | 22                                                 |

### 12 point til og fra
NB: Kun 12 point givet i finalerne er talt med.
| Serbien og Montenegro har modtaget 12 point fra | Serbien og Montenegro har modtaget 12 point fra                             | Serbien og Montenegro har modtaget 12 point fra |
| År                                              | Jury                                                                        | Televoting                                      |
| ----------------------------------------------- | --------------------------------------------------------------------------- | ----------------------------------------------- |
| 2004                                            | Bosnien-Hercegovina, Kroatien, Schweiz, Slovenien, Sverige, Ukraine, Østrig | Ingen separat televoting                        |
| 2005                                            | Kroatien, Schweiz, Østrig                                                   | Ingen separat televoting                        |

| Serbien og Montenegro har givet 12 point til | Serbien og Montenegro har givet 12 point til | Serbien og Montenegro har givet 12 point til |
| År                                           | Jury                                         | Televoting                                   |
| -------------------------------------------- | -------------------------------------------- | -------------------------------------------- |
| 2004                                         | Nordmakedonien                               | Ingen separat televoting                     |
| 2005                                         | Grækenland                                   | Ingen separat televoting                     |
| 2006                                         | Bosnien-Hercegovina                          | Ingen separat televoting                     |

### Flest point til og fra - alle lande
NB: Kun point givet i finalerne er talt med.
| Serbien og Montenegro har givet point til | Serbien og Montenegro har givet point til | Serbien og Montenegro har givet point til |
| Placering                                 | Land                                      | Point                                     |
| ----------------------------------------- | ----------------------------------------- | ----------------------------------------- |
| 1                                         | Nordmakedonien                            | 27                                        |
| 2                                         | Grækenland                                | 25                                        |
| =                                         | Kroatien                                  | 25                                        |
| 4                                         | Bosnien-Hercegovina                       | 22                                        |
| 5                                         | Albanien                                  | 16                                        |
| 6                                         | Ukraine                                   | 12                                        |
| 7                                         | Finland                                   | 7                                         |
| =                                         | Rumænien                                  | 7                                         |
| 9                                         | Rusland                                   | 6                                         |
| 10                                        | Ungarn                                    | 6                                         |
| 11                                        | Moldova                                   | 5                                         |
| =                                         | Sverige                                   | 5                                         |
| 13                                        | Cypern                                    | 4                                         |
| 14                                        | Litauen                                   | 3                                         |
| 15                                        | Norge                                     | 2                                         |
| =                                         | Tyrkiet                                   | 2                                         |
| 17                                        | Andorra                                   | 0                                         |
| =                                         | Armenien                                  | 0                                         |
| =                                         | Aserbajdsjan                              | 0                                         |
| =                                         | Australien                                | 0                                         |
| =                                         | Belgien                                   | 0                                         |
| =                                         | Bulgarien                                 | 0                                         |
| =                                         | Danmark                                   | 0                                         |
| =                                         | Estland                                   | 0                                         |
| =                                         | Frankrig                                  | 0                                         |
| =                                         | Georgien                                  | 0                                         |
| =                                         | Holland                                   | 0                                         |
| =                                         | Hviderusland                              | 0                                         |
| =                                         | Irland                                    | 0                                         |
| =                                         | Island                                    | 0                                         |
| =                                         | Israel                                    | 0                                         |
| =                                         | Italien                                   | 0                                         |
| =                                         | Jugoslavien                               | 0                                         |
| =                                         | Letland                                   | 0                                         |
| =                                         | Luxembourg                                | 0                                         |
| =                                         | Malta                                     | 0                                         |
| =                                         | Marokko                                   | 0                                         |
| =                                         | Monaco                                    | 0                                         |
| =                                         | Montenegro                                | 0                                         |
| =                                         | Polen                                     | 0                                         |
| =                                         | Portugal                                  | 0                                         |
| =                                         | San Marino                                | 0                                         |
| =                                         | Schweiz                                   | 0                                         |
| =                                         | Serbien                                   | 0                                         |
| =                                         | Slovakiet                                 | 0                                         |
| =                                         | Slovenien                                 | 0                                         |
| =                                         | Spanien                                   | 0                                         |
| =                                         | Storbritannien                            | 0                                         |
| =                                         | Tjekkiet                                  | 0                                         |
| =                                         | Tyskland                                  | 0                                         |
| =                                         | Østrig                                    | 0                                         |

| Serbien og Montenegro har modtaget point fra | Serbien og Montenegro har modtaget point fra | Serbien og Montenegro har modtaget point fra |
| Placering                                    | Land                                         | Point                                        |
| -------------------------------------------- | -------------------------------------------- | -------------------------------------------- |
| 1                                            | Kroatien                                     | 24                                           |
| =                                            | Schweiz                                      | 24                                           |
| =                                            | Østrig                                       | 24                                           |
| 4                                            | Bosnien-Hercegovina                          | 22                                           |
| =                                            | Slovenien                                    | 22                                           |
| 6                                            | Cypern                                       | 20                                           |
| =                                            | Nordmakedonien                               | 20                                           |
| 8                                            | Frankrig                                     | 16                                           |
| =                                            | Rusland                                      | 16                                           |
| =                                            | Sverige                                      | 16                                           |
| 11                                           | Ukraine                                      | 15                                           |
| 12                                           | Grækenland                                   | 14                                           |
| =                                            | Holland                                      | 14                                           |
| =                                            | Rumænien                                     | 14                                           |
| 15                                           | Albanien                                     | 13                                           |
| =                                            | Tyskland                                     | 13                                           |
| 17                                           | Finland                                      | 10                                           |
| =                                            | Hviderusland                                 | 10                                           |
| 19                                           | Tyrkiet                                      | 8                                            |
| 20                                           | Danmark                                      | 7                                            |
| =                                            | Island                                       | 7                                            |
| =                                            | Israel                                       | 7                                            |
| =                                            | Monaco                                       | 7                                            |
| =                                            | Portugal                                     | 7                                            |
| 25                                           | Letland                                      | 6                                            |
| =                                            | Malta                                        | 6                                            |
| =                                            | Norge                                        | 6                                            |
| =                                            | Spanien                                      | 6                                            |
| 29                                           | Polen                                        | 5                                            |
| 30                                           | Bulgarien                                    | 4                                            |
| 31                                           | Belgien                                      | 3                                            |
| =                                            | Irland                                       | 3                                            |
| =                                            | Storbritannien                               | 3                                            |
| 34                                           | Andorra                                      | 2                                            |
| =                                            | Litauen                                      | 2                                            |
| =                                            | Ungarn                                       | 2                                            |
| 37                                           | Estland                                      | 1                                            |
| =                                            | Moldova                                      | 1                                            |
| 39                                           | Armenien                                     | 0                                            |
| =                                            | Aserbajdsjan                                 | 0                                            |
| =                                            | Australien                                   | 0                                            |
| =                                            | Georgien                                     | 0                                            |
| =                                            | Italien                                      | 0                                            |
| =                                            | Jugoslavien                                  | 0                                            |
| =                                            | Luxembourg                                   | 0                                            |
| =                                            | Marokko                                      | 0                                            |
| =                                            | Montenegro                                   | 0                                            |
| =                                            | San Marino                                   | 0                                            |
| =                                            | Serbien                                      | 0                                            |
| =                                            | Slovakiet                                    | 0                                            |
| =                                            | Tjekkiet                                     | 0                                            |

## Kommentatorer og jurytalsmænd
| År   | Serbisk kommentator | Montenegrinsk kommentator                           | Jurytalsmand     |
| ---- | ------------------- | --------------------------------------------------- | ---------------- |
| 2003 | Mladen Popović      | Ingen udsendelse                                    | Deltog ikke      |
| 2004 | Duška Vučunić-Lučić | Dražen Bauković & Tamara Ivanković                  | Nataša Miljković |
| 2005 | Duška Vučunić-Lučić | Dražen Bauković, Tamara Ivanković & Danijel Popović | Nina Radulović   |
| 2006 | Duška Vučunić-Lučić | Dražen Bauković & Tamara Ivanković                  | Jovana Janković  |

## Galleri
- Željko Joksimović i Istanbul (2004)